# 1958年日本

## 政府
- 天皇：裕仁
- 內閣總理大臣：岸信介

## 大事紀
- 5月：日中友好協會在長崎縣長崎市舉行「中國郵票展」，會場入口附近天井上懸掛著一面中華人民共和國五星紅旗，引發在長崎的中華民國領事館不滿，表示「這是國際法上非合法的國旗，若懸掛將對日本與中華民國的關係帶來負面影響」，之後更發生該旗遭日本右翼人士破壞的「長崎國旗事件」。
- 8月12日：全日空25號班機在靜岡墜毀。
- 10月14日：東京鐵塔完工。
- 12月23日：東京鐵塔正式對外開放。

## 出生
- 2月1日——堀川亮，配音員。
- 5月2日——秋元康，作家、節目製作人。
- 6月24日——鹽屋翼，配音員。
- 11月27日——小室哲哉，作曲家。